# Jardín de Plantas Medicinales de la Facultad de Farmacia de Kitasato
El Jardín de Plantas Medicinales de la Facultad de Farmacia de la Universidad Kitasato en japonés: 北里大学薬学部附属薬用植物園 es un arboreto y jardín botánico de 7 072 m² de extensión, administrado por la Universidad Kitasato universidad privada que se encuentra en Sagamihara-shi, prefectura de Kanagawa, Japón. Fue fundado en 1972.

## Localización
Se encuentra ubicado en Kitasato 1-15-1, Sagamihara-shi, Kanagawa-Ken 228-8555, Kantō-chihō, Honshū, Japón. 
Planos y vistas satelitales.35°24′23″N 139°23′39″E / 35.40639, 139.39417
- Altitud: 100 m s. n. m.
- Temperatura media anual: 14,8 °C
- Precipitaciones medias anuales: 1 422 mm

Se encuentra en el interior del campus; es visitable por el público en general previa cita, siendo gratis.

## Colecciones
Se cultivan alrededor de 2.000 especies de plantas medicinales, adaptadas al clima y al medio ambiente de la región del Tohoku, y unas 300 especies tropicales y subtropicales en los invernaderos.

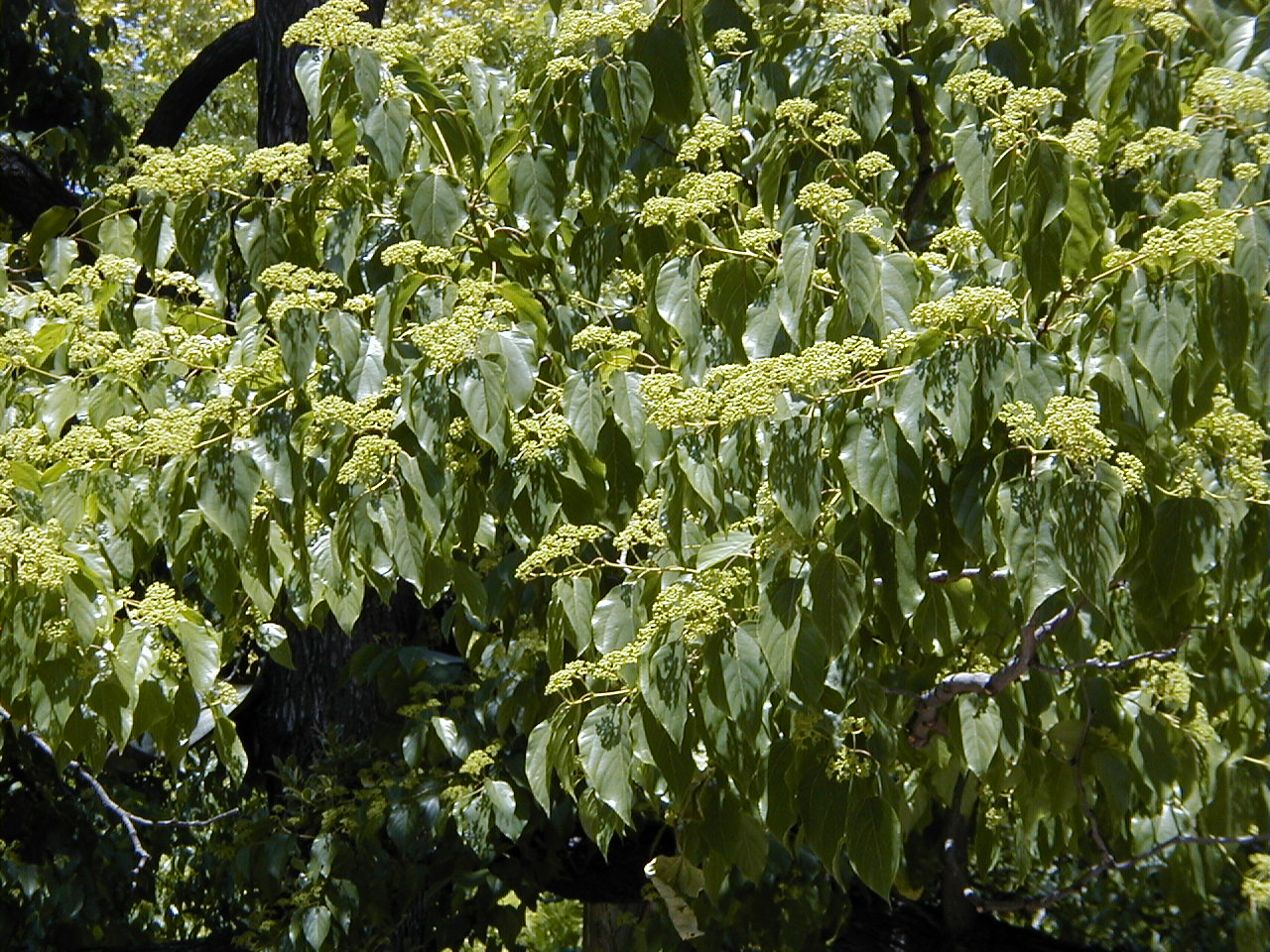
Hovenia dulcis, una de las especies cultivadas en el jardín botánico.

Las plantas se exhiben agrupadas en secciones: 
- Sección de plantas utilizadas en los remedios populares japoneses, formando parte de la farmacopea tradicional, Paeonia lactiflora, Ephedra distachya, Ephedra sinica, Liriope muscari, Foeniculum vulgare, Angelica acutiloba var. sugiyamae, Hydrangea macrophylla var. thunbergii, Platycodon grandiflorum, Bupleurum scorzonerifolium, Ipomoea nil, Gardenia augusta, Houttuynia cordata, Atractylodes japonica...
- Arboreto con plantas de uso medicinal, con Prunus armeniaca, Diospyros kaki, Chaenomeles sinensis, Prunus salicina, Citrus aurantium, Cornus officinalis, Morus alba, Prunus persica, Fortunella japonica, Pyrus pyrifolia var. culta...
- Plantas de uso común, Gleditsia japonica, Aesculus indica, Castanopsis sieboldii, Ficus erecta, Actinidia arguta, Pleuropterus multiflorus, Paulownia tomentosa, Nandina doméstica, Magnolia obovata, Stachuurus praecox, Arisaema serratum, Ficus erecta, Iris japonica, Magnolia grandiflora...
- Sección de plantas alpinas : Farfigium japonicum, Dianthus superbus var. longicalycinus, Ardisia japonica...
- Plantas especiales, Corylopsis spicata, Corylopsis paucifiora, Hovenia dulcis, Phellodendron amurense Ruprect var. japonicum, Phellodendron amurense Ruprect, Coptis japonica, Paeonia japonica, Ranzania japonica, Asiasarum sieboldii...
- Plantas acuáticas, Nuphar japonicum, Lysichiton camtschatcense, Symplocarpus nipponicus, Menyanthes trifoliata...
- Plantas tóxicas, Convallaria keiskei, Chelidonium japonicum, Coriaria japonica, Sophora flavescens...
- Plantas del Manyoshu, Prunus mume, Ardisia crenata, Rhododendron x obtusum, Citrus tachibana, Peltoboykinia watanabei, Hypericum erectum, Skimmia japonica, Hamamelis mollis, Berberis thunbergii, Fatsia japonica, Lycium rhombifolium...
- Sección de cultivos experimentales utilizada para los trabajos prácticos de los estudiantes en farmacia.
- Un gran invernadero en forma de cúpula que alberga las plantas tropicales.

## Actividades
En sus laboratorios se llevan a cabo programas de investigación en biotecnología, sobre los recursos genéticos de las plantas, sobre las propiedades inmunizantes, etc .
Además, en el marco del proyecto Toyota Global 500 Project, el jardín de plantas medicinales de esta universidad participa en el censo de las plantas medicinales del reino de Mustang en Nepal desde el 2002. 